# Beka Ghviniashvili
Beka Ghviniashvili (in georgiano ბექა ღვინიაშვილი?; Ruisi, 26 ottobre 1995) è un judoka georgiano.
Nel 2016 ha partecipato ai Giochi della XXXI Olimpiade.

## Palmarès
- Mondiali

Astana 2015: bronzo nella gara a squadre.
- Europei

Varsavia 2017: oro nella gara a squadre e bronzo nei 90 kg.
Praga 2020: bronzo nei 90 kg.
- Giochi europei

Baku 2015: argento nella gara a squadre.
- Europei Under-23

Tel Aviv 2016: oro nei 90 kg.
- Mondiali juniores

Città del Capo 2011: bronzo negli 81 kg.
Lubiana 2013: oro nei -90 kg.
Fort Lauderdale 2014: bronzo nei 90 kg.
Abu Dhabi 2015: oro nei 90 kg.
- Europei juniores

Parenzo 2012: argento negli 81 kg.
Sarajevo 2013: oro nei 90 kg.
Bucarest 2014: oro nei 90 kg.
Oberwart 2015: oro nei 90 kg.
- Mondiali cadetti

Kiev 2011: oro negli 81 kg.
- Europei cadetti

Cottonera 2011: oro negli 81 kg.

### Vittorie nel circuito IJF
| Data             | Località        | Paese       | Categoria     |
| ---------------- | --------------- | ----------- | ------------- |
| 30 marzo 2014    | Samsun          | Turchia     | Grand Prix    |
| 6 luglio 2014    | Ulan Bator      | Mongolia    | Grand Prix    |
| 22 marzo 2015    | Tbilisi         | Georgia     | Grand Prix    |
| 24 maggio 2015   | Rabat           | Marocco     | World Masters |
| 3 aprile 2016    | Samsun          | Turchia     | Grand Prix    |
| 8 maggio 2016    | Baku            | Azerbaigian | Grand Prix    |
| 26 febbraio 2017 | Düsseldorf      | Germania    | Grand Prix    |
| 17 dicembre 2017 | San Pietroburgo | Russia      | World Masters |
| 26 luglio 2019   | Zagabria        | Croazia     | Grand Prix    |
| 24 novembre 2019 | Osaka           | Giappone    | Grand Slam    |